# Elaphoglossum lloense
Elaphoglossum lloense är en träjonväxtart som först beskrevs av William Jackson Hooker, och fick sitt nu gällande namn av Moore. Elaphoglossum lloense ingår i släktet Elaphoglossum och familjen Dryopteridaceae. Inga underarter finns listade.